# Téon de Alexandria

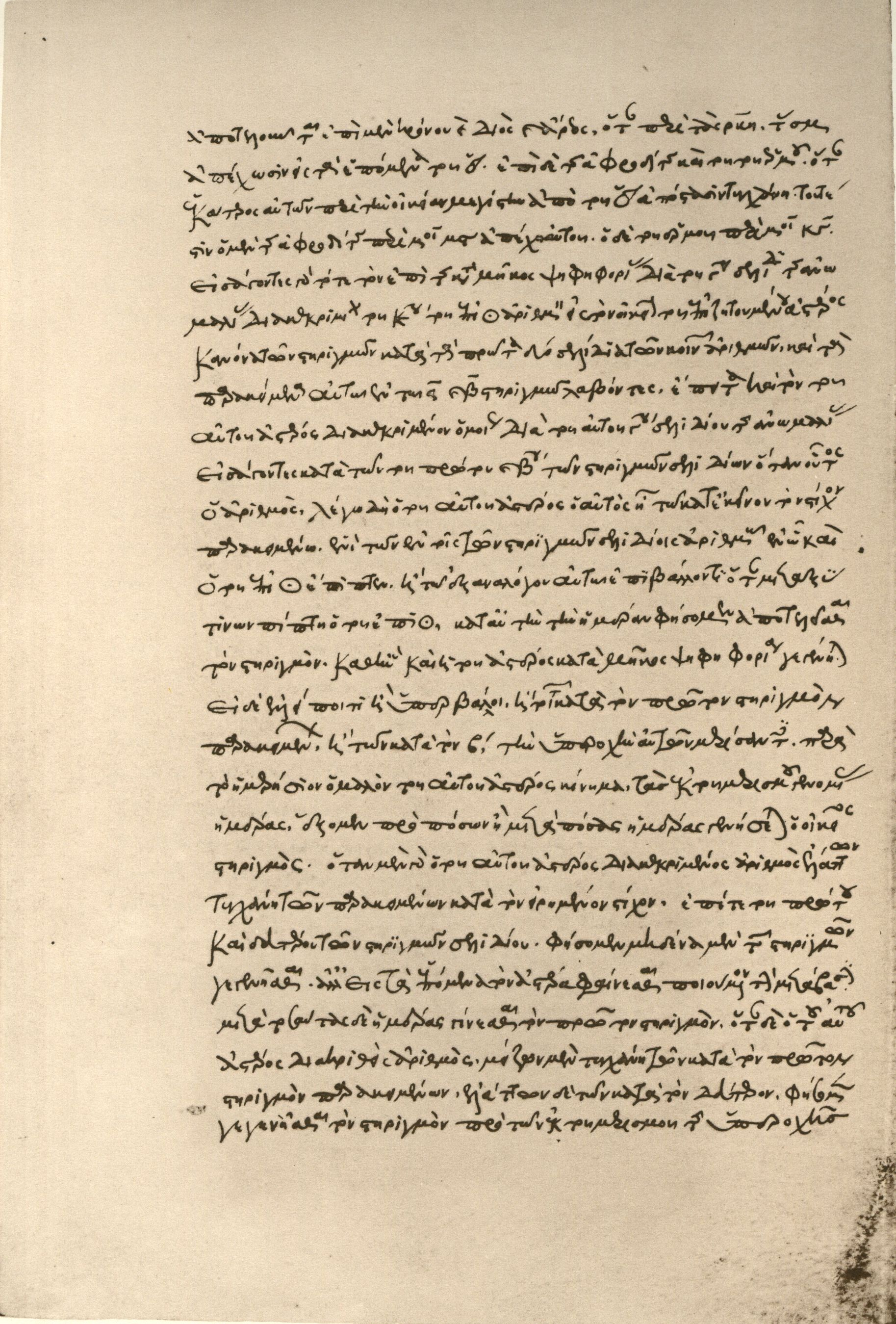
Téon de Alexandria, Comentário sobre os “Canones manuales” (tabelas astronômicas) de Ptolomeu, no ms. Biblioteca Apostólica Vaticana, Vaticanus graecus 175, fol. 52v.

Téon ou Teão de Alexandria (em grego clássico: Θέων ο Αλεξανδρεύς; 335 – 395), nascido provavelmente na cidade egípcia de Alexandria, foi professor de matemática e astronomia e comentador de obras de autores clássicos. Notabilizou-se por ser pai da filosofa Hipátia e por produzir, em 390, uma versão mais elaborada da obra Os Elementos, de Euclides, que sobreviveu até os dias atuais. Dentre as obras de sua autoria está uma na qual faz observações sobre um eclipse solar ocorrido em Alexandria.

## Obras

### Trabalhos editados
Sabe-se que Téon editou os Elementos de Euclides. Ele também pode ter editado algumas outras obras de Euclides e Ptolomeu, embora aqui a evidência seja menos certa. As edições atribuídas a Téon são:
- Elementos de Euclides. A edição de Téon dos Elementos era a única versão conhecida até François Peyrard descobrir uma cópia mais antiga dos Elementos na Biblioteca do Vaticano em 1808.[4] A comparação das duas versões mostra que a edição de Téon tenta remover as dificuldades que podem ser sentidas pelos alunos em estudando o texto.[5] Por isso ele ampliou o texto de Euclides sempre que achava que um argumento era muito breve; tentou padronizar a maneira como Euclides escrevia; e corrigiu erros no texto, embora ocasionalmente introduzisse seus próprios erros. As notas de Thomas Little Heath sobre as edições de Téon incluem "aproximações notavelmente próximas (declaradas em frações sexagesimais)".[6]
- Tabelas práticas de Ptolomeu. Uma coleção de tabelas astronômicas originalmente compiladas por Ptolomeu. Tem sido frequentemente afirmado nos tempos modernos que Téon editou este texto. No entanto, nenhum dos manuscritos sobreviventes menciona Téon, e as evidências sugerem que as tabelas sobreviventes devem ser muito semelhantes às tabelas fornecidas por Ptolomeu. No entanto, acredita-se ser possível que sua filha Hypatia tenha editado (ou verificado) as Handy Tables, uma vez que a Suda se refere ao trabalho dela sobre o "Cânone Astronômico".
- Óptica de Euclides. O trabalho de Euclides sobre óptica sobrevive em duas versões, e tem-se argumentado que uma versão pode ser uma edição de Téon.

### Comentários
De seus comentários, os que ainda existem são:
- Comentário sobre os dados de Euclides. Este trabalho foi escrito em um nível relativamente avançado, pois Téon tende a encurtar as provas de Euclides em vez de ampliá-las.
- Comentário sobre a Óptica de Euclides. Acredita-se que este trabalho de nível elementar consiste em notas de aula compiladas por um aluno de Téon.
- Comentário sobre o Almagesto. Originalmente um comentário sobre todos os treze livros do Almagesto de Ptolomeu, mas agora falta o livro 11 e a maior parte do livro 5. O comentário é uma reformulação das notas de aula do próprio Téon e é útil principalmente para incluir informações de obras perdidas de escritores como Pappus. Também é útil para o relato de Téon sobre o método grego de operar com o sistema sexagesimal aplicado aos cálculos.[7]
- Grande comentário sobre as tabelas práticas de Ptolomeu. Este trabalho sobrevive parcialmente. Originalmente consistia em 5 livros, dos quais os livros 1–3 e o início do livro 4 ainda existem. Ele descreve como usar as tabelas de Ptolomeu e fornece detalhes sobre o raciocínio por trás dos cálculos.
- Pequeno comentário sobre as tabelas úteis de Ptolomeu. Este trabalho sobrevive completo. Consiste em um livro e destina-se a ser uma cartilha para os alunos. Neste trabalho, Téon menciona que certos astrólogos antigos (não identificados) acreditavam que a precessão dos equinócios, em vez de ser um movimento constante e sem fim, inverte a direção a cada 640 anos e que a última reversão ocorreu em 158 a.C.[8] Téon descreve, mas não endossou esta teoria. Essa ideia inspirou Thābit ibn Qurra no século IX a criar a teoria da trepidação para explicar uma variação que ele (incorretamente) acreditava estar afetando a taxa de precessão.[8]
- Comentário sobre Arato. Alguns escólios existentes nos Fenômenos de Aratus são atribuídos duvidosamente a Téon.

### Obras originais
- Tratado sobre o Astrolábio. Tanto as fontes suda como as árabes atribuem a Téon um trabalho sobre o astrolábio. Este trabalho não sobreviveu, mas pode ter sido o primeiro tratado sobre o astrolábio, e foi importante na transmissão do conhecimento grego sobre este instrumento para épocas posteriores. Os tratados existentes sobre o astrolábio pelo estudioso grego do século VI, John Philoponus, e pelo estudioso siríaco do século VII, Severo Sebocte, baseiam-se fortemente no trabalho de Téon.
- Catóptrica. A autoria deste tratado, atribuída a Euclides, é contestada. Tem sido argumentado que Téon o escreveu ou compilou. A Catóptrica diz respeito à reflexão da luz e à formação de imagens por espelhos.[9]

Entre as obras perdidas de Téon, a Suda menciona On Signs and Observation of Birds and the Sound of Crows; Na Ascensão do Cachorro [-Estrela]; e Sobre a inundação do Nilo.